# Plagodis ouvrerdi
Plagodis ouvrerdi är en fjärilsart som beskrevs av Charles Oberthür 1911. Plagodis ouvrerdi ingår i släktet Plagodis och familjen mätare. Inga underarter finns listade i Catalogue of Life.